# Palaeomolis selmonsi
Palaeomolis selmonsi är en fjärilsart som beskrevs av Böttcher 1905. Palaeomolis selmonsi ingår i släktet Palaeomolis och familjen björnspinnare. Inga underarter finns listade i Catalogue of Life.